# WCW Beach Blast
Beach Blast fue un evento anual de lucha libre profesional emitido por PPV producido por la World Championship Wrestling. Fue emitido en los veranos de 1992 y 1993 y en 1994 fue reemplazado por Bash at the Beach.

## Resultados

### 1992
Beach Blast 1992 fue la primera edición de Beach Blast. Tuvo lugar el 20 de junio de 1992 desde el Mobile Civic Center en Mobile, Alabama.
- Dark match: The Junkyard Dog, Tom Zenk & Big Josh derrotaron a Tracy Smothers, Richard Morton & Diamond Dallas Page
- Scotty Flamingo derrotó a Brian Pillman ganando el Campeonato Peso Ligero de la WCW (17:29)
  - Flamingo cubrió a Pillman después de un «Knee Drop».
- Ron Simmons derrotó a Terry Taylor (7:10)
  - Simmons cubrió a Taylor después de un «Powerslam».
- Greg Valentine derrotó a Marcus Bagwell (7:17)
  - Valentine forzó a Bagwell a rendirse con un «Figure Four Leglock».
- Sting derrotó a Cactus Jack en un Falls Count Anywhere Match (11:24)
  - Sting cubrió a Jack después de un «Flying Clothesline».
- Ricky Steamboat derrotó a Rick Rude en un 30-Minute Iron Man Match (30:00)
  - Steamboat ganó 4-3.
  - Rude cubrió a Steamboat después de un «Knee Strike» (7:42) (0-1)
  - Rude cubrió a Steamboat después de un «Rude Awakening» (8:39) (0-2)
  - Rude fue descalificado por realizar un «Diving Knee Drop» desde la tercera cuerda, ya que saltar desde la tercera cuerda estaba prohibido en ese entonces en la WCW (9:40) (1-2)
  - Rude cubrió a Steamboat con un «Inside Cradle» (10:50) (1-3)
  - Steamboat cubrió a Rude después de un «Tombstone Piledriver» (17:39) (2-3)
  - Steamboat cubrió a Rude con un «Backslide Pin» (20:22) (3-3)
  - Steamboat cubrió a Rude (29:25) (4-3)
  - El Campeonato de los Estados Unidos de la WCW de Rude no estaba en juego.
- Dustin Rhodes, Barry Windham & Nikita Koloff derrotaron a The Dangerous Alliance (Arn Anderson, Steve Austin & Bobby Eaton) (con Paul E. Dangerously y Madusa) por descalificación (con Ole Anderson como árbitro especial invitado) (15:32)
  - The Dangerous Alliance fue descalificada después que Arn Anderson saltara desde la tercera cuerda y atacara a Windham.
- Los Campeones Mundiales por Parejas de la WCW The Steiner Brothers (Rick y Scott) y Terry Gordy & "Dr. Death" Steve Williams terminaron en un empate (30:00)
  - La lucha terminó en un empate después de acabarse el tiempo.
  - Como resultado, The Steiner Brothers retuvieron los títulos.

### 1993
Beach Blast 1993 fue la segunda y última edición de Beach Blast. Tuvo lugar el 18 de julio de 1993 desde el Mississippi Coast Coliseum en Biloxi, Misisipi.
- Paul Orndorff derrotó a Ron Simmons por descalificación reteniendo el Campeonato Mundial de la Televisión de la WCW (11:15)
- Too Cold Scorpio y Marcus Bagwell derrotaron a Tex Slazenger y Shanghai Pierce (12:48)
  - Scorpio cubrió a Pierce.
- Lord Steven Regal (con Sir William) derrotó a Erik Watts (7:31)
  - Regal cubrió a Watts.
- Johnny B. Badd derrotó a Maxx Payne (4:50)
  - Badd cubrió a Payne.
- The Hollywood Blondes (Brian Pillman y Steve Austin) derrotó a Paul Roma y Arn Anderson reteniendo el Campeonato Mundial en Parejas de la WCW (26:14)
  - Austin cubrió a Roma.
- Dustin Rhodes luchó contra Rick Rude en un Iron Man match por el vacante Campeonato de los Estados Unidos de la WCW (30:00)
  - Rude cubrió a Rhodes (13:19)
  - Rhodes cubrió a Rude (26:56)
  - El combate acabó en empate
- Ric Flair derrotó a Barry Windham ganando el Campeonato Mundial Peso Pesado de la NWA (11:15)
  - Flair cubrió a Windham.
- Sting y Davey Boy Smith derrotaron a Big Van Vader y Sid Vicious (con Harley Race y Col. Robert Parker) (16:44)
  - Smith cubrió a Vader.